# Jenny Kastein
Jeannette Hermine (Jenny) Scheijde-Kastein (Amsterdam, 24 januari 1913 – Zwolle, 20 oktober 2000) was een Nederlands zwemster, die gespecialiseerd was in de schoolslag. Ze vertegenwoordigde Nederland op de Olympische Zomerspelen 1936.

## Biografie
Haar eerste grote succes behaalde Kastein in 1931 op de Europese kampioenschappen, waar ze een zilveren medaille behaalde op de 200 meter schoolslag met een tijd van 3.18,20. Kastein, lid van de Amsterdamse Hollandsche Dames Zwemclub, won verder in de jaren dertig driemaal (1933, 1935 en 1936) het Nederlands kampioenschap zwemmen op de 200 meter schoolslag. Naast diverse nationale records zwom ze in 1932 en 1933 ook vier wereldrecords bij elkaar, drie op de 400 meter schoolslag (met als snelste tijd 6.31,40) en één op de 500 meter schoolslag (8.12,00).
Ondanks haar goede resultaten - Kastein zwom haar eerste wereldrecord in april 1932 - werd ze wegens geldgebrek van het NOC niet afgevaardigd voor deelname aan de Olympische Zomerspelen 1932 in Los Angeles. Kastein viel tijdens het EK zwemmen 1934 voor de 200 meter schoolslag af in de series. Ze mocht Nederland wel vertegenwoordigen op de Olympische Zomerspelen 1936 in Berlijn. Daar bereikte ze uiteindelijk de zevende, en laatste, plaats in de finale van de 200 meter schoolslag (3.12,80).
Kastein trouwde in 1942 met de arts Evert Heleonardus Scheijde, met wie ze twee zonen kreeg. Ze overleed in 2000.

## Erelijst
- Nederlands kampioen: 1933, 1935, 1936